# Krangensbrück

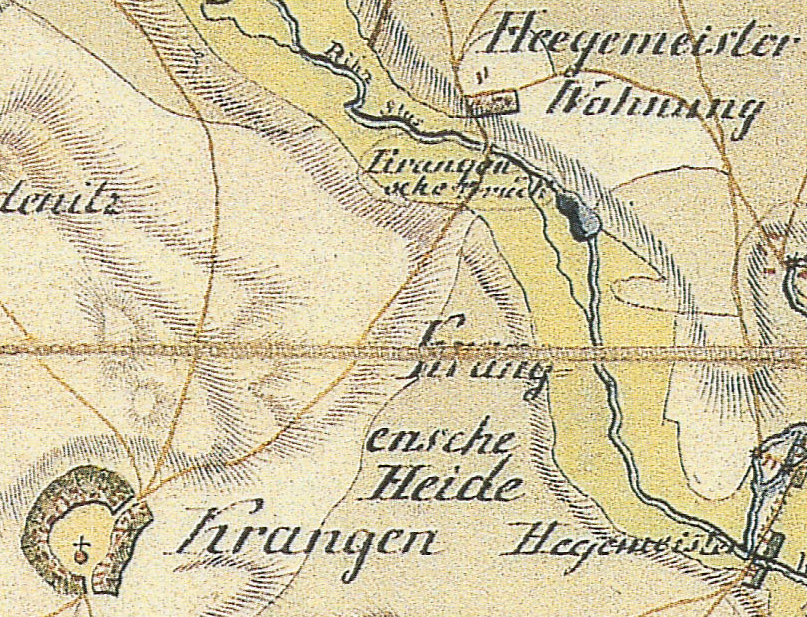
Krangen und Krangensbrück auf dem Schmettauschen Kartenwerk, Sektion 50 Neuruppin von 1767–87

Krangensbrück war eine Hegemeisterei und Unterförsterei am Rhin nordöstlich von Krangen, einem Ortsteil der Stadt Neuruppin im Landkreis Ostprignitz-Ruppin (Brandenburg). Die Hegemeisterei wurde 1737 eingerichtet, 1801 ist sie Försterei, und 1879 wurde sie abgebrochen und nach Fristow verlegt.

## Lage
Krangensbrück lag knapp 3 km nordöstlich von Krangen an einer Brücke über den Rhin, auf seinem östlichen Ufer. Der Weg führte in den Ruppiner Forst und weiter nach Schwanow. Der Weg hat heute noch den gleichen Verlauf, es gibt jedoch keine Brücke mehr, sondern nur eine Furt. Die Wüstung ist heute eine offene Stelle im Wald. Der Siedlungsplatz lag auf etwa 39 m ü. NHN.

## Geschichte
Bei Krangensbrück befindet sich eine alte Furt durch den westlichen Rhinlauf. Sie wurde wohl im 18. Jahrhundert durch eine Brücke ergänzt oder ersetzt, wie der Name Krangensbrück schließen lässt. Später verfiel die Brücke wieder. Bei Baggerarbeiten in der Rhinfurt wurden ein Schwert des 13./14. Jahrhundert und ein Spieseisen aus dem 8. Jahrhundert gefunden. Knapp 600 Meter nördlich davon lag eine jungslawisch-frühdeutsche Siedlung, vermutlich die Dorfstelle des mittelalterlichen Dorfes Rägelsdorf, das wohl schon im 14./15. Jahrhundert wüst fiel. An der Dorfstelle wurden gurt- und wellenverzierte Scherben und frühdeutsche blaugraue Keramik sowie ein kleiner Spielstein mit einem Radkreuzornament gefunden.
Die wüste Feldmark Rägelsdorf war 1525 zu einem Viertel, 1594 zur Hälfte im Besitz des Amtes Alt Ruppin. 1737 wurde auf dem Amtsgebiet des Amtes Alt Ruppin eine neue Hegemeisterei auf der Feldmark des wüsten Dorfes Rägelsdorf eingerichtet. Diese Hegemeisterei ist auch im Schmettauschen Kartenwerk von 1767/87 verzeichnet. Merkwürdigerweise erwähnen weder Johann Ernst Fabri noch Friedrich Wilhelm Bratring in seiner Beschreibung der Grafschaft Ruppin die Lokalität. Erst in seiner Arbeit von 1805 (Stand: 1801) führte Friedrich Wilhelm Bratring die Crangensche Brücke als Försterei auf. Damals wohnten hier in einem Wohnhaus sechs Menschen. Im Urmesstischblatt 2943 Dierberg (oder Rheinsberg S.) von 1825 ist an dieser Stelle ein Teerofen ohne Namen eingezeichnet. 1817 war Krangensbrück Unterförsterei mit 7 Einwohnern. 1840 bestand die Unterförsterei Krangensbrück aus einem Haus mit sieben Einwohnern. 1860 wohnten fünf Menschen im Forsthaus, zu dem noch zwei Wirtschaftsgebäude gehörte. Die Bewohner war nach Krangen eingekircht.
1879 wurde die Försterei Krangensbrück durch Abbruch beseitigt. Stattdessen wurde ein neues Försterei-Etablissement, an der Kreuzung der Wege von Rottstiel nach Zippelsförde und von Krangen nach Schwanow, an der Stelle des alten abgebrochenen Teerofens Fristow angelegt; es erhielt den Namen Försterei Fristow. Die Topographische Karte 1:25.000 Nr. 2943 Dierberg von 1906 verzeichnet an der Stelle der abgebrochenen Försterei Krangensbrück noch eine Holzablage.